# Apex Point
Apex Point es un videojuego de carreras desarrollado y publicado por Apex Studio para Microsoft Windows. Fue lanzado el 5 de marzo de 2023.

## Jugabilidad
Apex Point es un simulador de carreras de mundo abierto que tiene lugar en Japón. Con una personalización y ajuste detallados pero accesibles en primera persona, los jugadores pueden modificar sus autos para adaptarse a cualquiera de los múltiples tipos de carreras disponibles, ya sean carreras de resistencia, derrape, carreras callejeras o carreras en pista totalmente legales. En Apex Point, los jugadores pueden cambiar entre disciplinas a su antojo, construyendo su carrera tanto como corredor como entusiasta de los autos.